# Keith Michell
Keith Joseph Michell (ur. 1 grudnia 1926 w Adelajdzie, zm. 20 listopada 2015 w Londynie) – australijski aktor filmowy, teatralny i telewizyjny, który pracował w Wielkiej Brytanii, najlepiej znany z telewizyjnych i filmowych portretów króla Anglii Henryka VIII. W Wielkiej Brytanii pojawił się w repertuarze szekspirowskim oraz innych klasycznych i muzycznych produkcjach, a także w kilku spektaklach na Broadwayu. W latach 1974–77 pełnił funkcję dyrektora artystycznego Chichester Festival Theatre, a później w latach 1988-93 grał rolę Dennisa Stantona w serialu kryminalnym CBS Napisała: Morderstwo (Murder, She Wrote). 18 października 1957 poślubił aktorkę Jeanette Sterke, z którą miał dwójkę dzieci: córkę Helenę (ur. 1963) i syna Paula.

## Wybrana filmografia

### Filmy fabularne
- 1957: True as a Turtle jako Harry Bell
- 1958: Cyganka i dżentelmen (The Gypsy and the Gentleman) jako Sir Paul Deverill
- 1970: Egzekutor (The Executioner) jako Adam Booth
- 1972: Henryk VIII i jego sześć żon (Henry VIII and His Six Wives) jako Henryk VIII
- 1974: Opowieść o Jakubie i Józefie (The Story of Jacob and Joseph, TV) jako Jakub
- 1976: Historia Dawida (The Story of David, TV) jako Dawid
- 1979: Juliusz Cezar (Julius Caesar, TV) jako Marek Antoniusz
- 1980: Dzień, w którym umarł Chrystus (The Day Christ Died, TV) jako Poncjusz Piłat
- 1982: Piraci z Penzance (The Pirates of Penzance, TV) jako major generał Stanley
- 1983: Memorial Day (TV) jako Marsh
- 1988: Mordercza sekta (The Deceivers) jako pułkownik Wilson

### Seriale TV
- 1951: The Black Arrow jako Ellis Duckworth
- 1970: Sześć żon Henryka VIII (The Six Wives of Henry VIII) jako Król Henryk VIII
- 1986: Kapitan James Cook (Captain James Cook) jako kpt. James Cook
- 1988-93: Napisała: Morderstwo (Murder, She Wrote) jako Dennis Stanton
- 1996: Książę i żebrak (The Prince and the Pauper) jako Król Henryk VIII

## Nagrody i nominacje
| Rok  | Nagroda                             | Kategoria                                                           | Rola                    | Tytuł                                                            | Rezultat  |
| ---- | ----------------------------------- | ------------------------------------------------------------------- | ----------------------- | ---------------------------------------------------------------- | --------- |
| 1958 | BAFTA                               | Najbardziej obiecujący nowicjusz filmowy                            | Harry Bell              | True as a Turtle (1957), reż. Wendy Toye                         | Nominacja |
| 1971 | BAFTA                               | Najlepszy aktor                                                     | król Anglii Henryk VIII | Sześć żon Henryka VIII (The Six Wives of Henry VIII, serial BBC) | Wygrana   |
| 1972 | Emmy                                | Wybitny pojedynczy występ aktora w roli pierwszoplanowej            | król Anglii Henryk VIII | Sześć żon Henryka VIII (The Six Wives of Henry VIII, serial BBC) | Wygrana   |
| 1972 | Emmy                                | Wybitny występ aktora w roli pierwszoplanowej w kontynuacji serialu | król Anglii Henryk VIII | Sześć żon Henryka VIII (The Six Wives of Henry VIII, serial BBC) | Nominacja |
| 1974 | Evening Standard British Film Award | Najlepszy aktor                                                     | król Anglii Henryk VIII | Henryk VIII i jego sześć żon (Henry VIII and His Six Wives)      | Wygrana   |